# Neonoen
Neonoen (zapis stylizowany: NeonoeN) – czarnogórski zespół muzyczny, założony w 2012. W skład zespołu wchodzą: Marko Vukčević, Ilija Pejović, Filip Vulanović i Milan Vujović. 

## Historia
Zespół został założony w 2012 pod nazwą Neon w Podgoricy z inicjatywy wokalisty Marko Vukčevicia i gitarzysty Iliji Pejovicia. W późniejszym czasie do zespołu dołączyli basista Filip Vulanović i perkusista Milan Vujović.
W 2018 zespół wydał debiutancki singiel „Ti i ja”. 27 listopada 2024 muzycy z utworem „Clickbait” zwyciężyli w programie Montesong 2024, dzięki czemu zostali reprezentantami Czarnogóry na Konkurs Piosenki Eurowizji 2025 w Bazylei, ale tydzień później poinformowali o wycofaniu się z udziału w konkursie w związku z kontrowersjami wokół nieregulaminowego wykonania na żywo ich konkursowej piosenki na jednym z festiwalu w czerwcu 2023.

## Dyskografia

### Single
| Rok  | Tytuł                             | Album |
| ---- | --------------------------------- | ----- |
| 2018 | „Ti i ja”                         | –     |
| 2018 | „Tattoo”                          | –     |
| 2019 | „Mit”                             | –     |
| 2022 | „Daleko odavde” (oraz Ivan Dečak) | –     |
| 2023 | „Dok ne udahnem te”               | –     |
| 2023 | „Dječak sa vjetrom u kosi”        | –     |
| 2024 | „Clickbait”                       | –     |